# Cyclanthera micrantha
Cyclanthera micrantha är en gurkväxtart som beskrevs av Célestin Alfred Cogniaux och Joseph Nelson Rose. Cyclanthera micrantha ingår i släktet springgurkor, och familjen gurkväxter. Inga underarter finns listade i Catalogue of Life.